# 维拉尔埃普内
维拉尔埃普内（法語：Villars-Épeney）是瑞士联邦西部法语区的沃州下设的一个镇。在行政上属于沃州北汝拉区管辖。维拉尔埃普内的总面积为0.86平方公里。截至2010年底，总人口为71。

## 外部链接

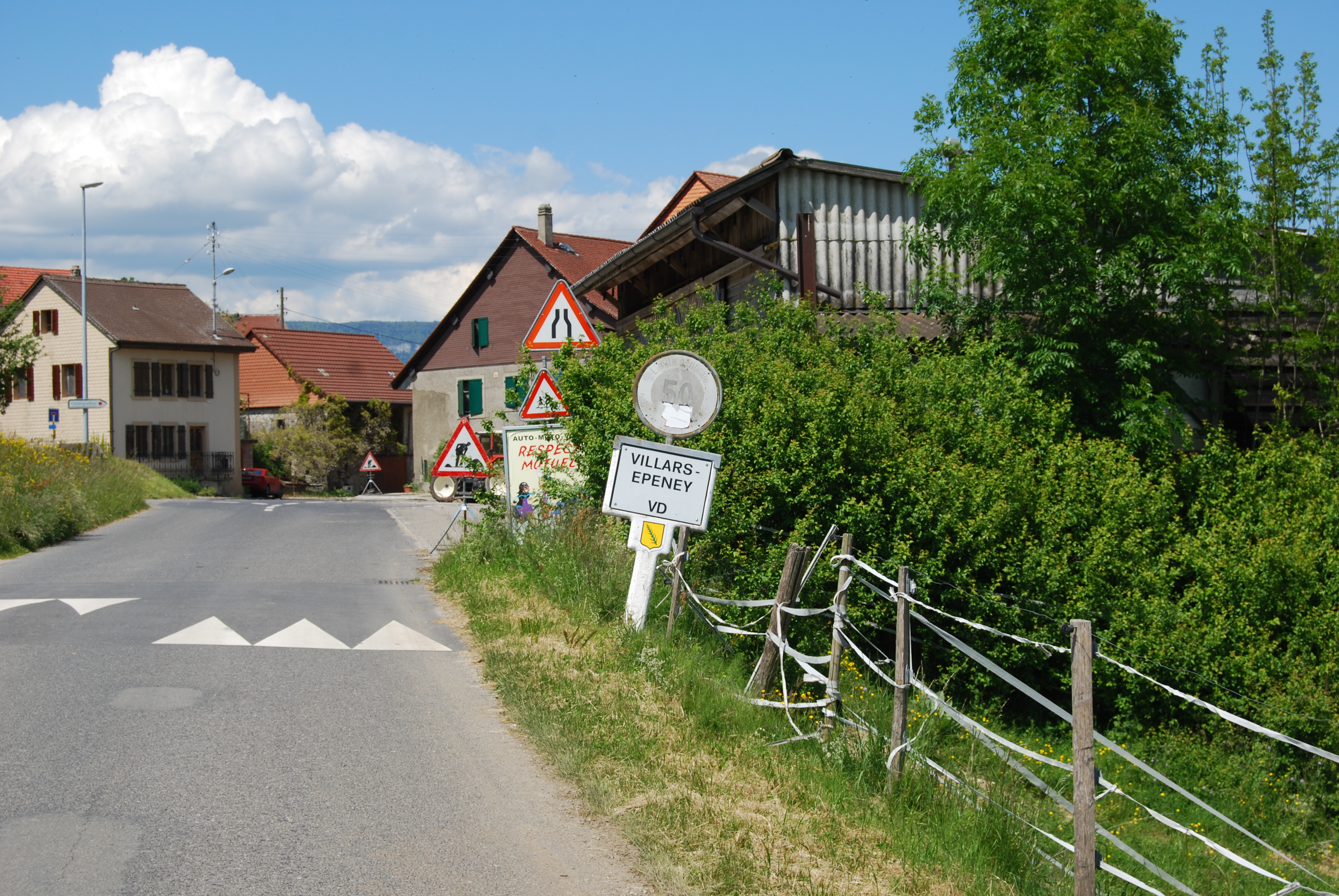
维拉尔埃普内